# Калимера
Калимѐра (на италиански: Calimera, на грико, Kalimèra) е градче и община в Южна Италия, провинция Лече, регион Пулия. Разположено е на 56 m надморска височина. Населението на общината е 7310 души (към 2011 г.).
 В това градче живее гръцко общество, което говори на особен гръцки диалект, наречен грико. Градче Калимера е част от етнографическия район Салентинска Гърция.